# Det kejserlige senat for Finland
Det kejserlige senat for Finland var det øverste administrative organ i Finland under Storfyrstedømmet Finland, fra 1808 til 1919.
Allerede i november 1808 besluttede zaren sig for, at det skulle oprettes et øverste organ for Finland som svarede til et rigsråd. Navnet på rådet var oprindelig Regeringskonseillet, fra 1816 Kejserlige senat for Finland. Forretningsordenen blev udarbejdet af et udvalg med biskop Jacob Tengström som formand, og indholdet blev stærkt præget af juristen Matthias Calonius. Stænderne som var samlet i Borgå tilføjede det væsentlige punkt, at medlemmerne af senatet skulle komme fra Finland.
Senatet bestod af to departementer, økonomidepartementet og  justitsdepartementet. Sidstnævnte fungerede som Finlands højeste domstol mens økonomidepartementet var det øverste forvaltningsorgan for Finlands regering. Regeringsmagten blev formelt udøvet i konseillet ("statsrådet") hvor generalguvernøren i sin egenskab af zarens stedfortræder traf beslutninger i de sager som blev forelagt. Som regel deltog generaldirektøren ikke i forhandlingerne, møderne blev til at begynde med ledet af den højest rangerende af medlemmerne i det aktuelle departement indtil man i 1822 begyndte at udpege en viceordførende fra hvert af departementerne. I praksis var lederen af økonomidepartementet Finlands regeringschef. Senatet varetog monarkens rettigheder i Finland, og medlemmerne blev valgt direkte af zaren. Medlemmerne af senatet sad i tre år. Forretningsordenen krævede, at halvdelen af medlemmerne skulle være adelige og resten ikke-adelige.
Senatet holdt til at begynde med sine møder i Åbo som dermed blev den første hovedstad i det autonome storfyrstedømme. Allerede i 1812 besluttede zar Alexander 1. at Helsinki skulle være hovedstad. Åbo symboliserede den gamle tilknytning til Sverige og zaren ville grundlægge en ny hovedstad som et tegn på forbindelsen med Rusland. Helsinki blev valgt, ikke kun på grund af den vigtige fæstning Sveaborg, men også fordi byen brændte næsten helt ned til grunden i 1808 og alligevel skulle bygges op fra grunden. Efter omfattende byggeaktivitet under ledelse af arkitekten Carl Ludvig Engel kunne senatet i 1822 tage plads i det nye Senatshus i Helsinki.
I forbindelse med senatet blev der oprettet et prokuratorembede med Calonius som den første indehaver. En central opgave for prokuratoren var at kontrollere at senatet opererede i overensstemmelse med lovene, og han blev også det øverste kontrolorgan for retsplejen. Embedet eksisterer fortsat, nu under betegnelsen justitskansler.

## Liste over Finlands senater
| Mannerheims senat   | 1822–1826 |
| von Borns senat     | 1826–1828 |
| Falcks senat        | 1828–1833 |
| Hjärns senat        | 1833–1841 |
| von Haartmans senat | 1841–1858 |
| Nordenstams senat   | 1858–1882 |
| af Forselles senat  | 1882–1885 |
| von Troils senat    | 1885–1891 |
| Tudeers senat       | 1891–1900 |
| Linders senat       | 1900–1905 |
| Strengs senat       | 1905      |
| Mechelins senat     | 1905–1908 |
| Hjelts senat        | 1908–1909 |
| Markovs senat       | 1909–1913 |
| Borovitinovs senat  | 1913–1917 |
| Tokois senat        | 1917      |
| Setäläs senat       | 1917      |
| Svinhufvuds senat   | 1917–1918 |
| Paasikivis senat    | 1918      |

## Senatets formænd og næstformænd
For senatets formænd før1917, se Generalguvernør for Finland
| - Carl Erik Mannerheim (1822–1826) - Samuel Fredrik von Born (1826–1828) - Anders Henrik Falck (1828–1833) - Gustaf Hjärne (1833–1841) - Lars Gabriel von Haartman (1841–1858) - Johan Mauritz Nordenstam (1858–1882) - Edvard Gustaf af Forselles (1882–1885) - Werner von Troil (1885–1891) - Sten Carl Tudeer (1891–1900) - Constantin Linder (1900–1905) - Emil Streng (1905) - Leopold Henrik Stanislaus Mechelin (1905–1908) - Edvard Immanuel Hjelt (1908–1909) - August Johannes Hjelt (1909), t.f. - Anders Wirenius (1909), t.f. - Vladimir Ivanovitj Markov (1909–1913) - Mihail Mihailovitj Borovitinov (1913–1917) - Anders Wirenius (16.03.1917–26.03.1917), t.f. - Oskari Tokoi (26.3.1917-17.8.1917) - E.N. Setälä (17.8.1917-27.11.1917), t.f. | - C. E. Gyldenstolpe (1822–1831) - Axel Gustaf Mellin (1831–1854) - Lars Sackleen (1854–1865) - Otto Reinhold af Schultén (1865–1874) - R. I. Örn (1874–1877) - Johan Philip Palmén (1877–1896) - Robert Montgomery (1896–1898) - C. A. T. Cederholm (1898–1900) - August af Nyborg (1900–1902) - J. G. Sohlman (1902–1905) - R. A. Wrede (1905–1909) - D. W. Åkerman (1910–1913) - Felix Saarikoski (1913–1917) - August Nybergh (1917–1918) |

### Senatets fomand
- Pehr Evind Svinhufvud (Finska partiet) 1917–1918
- Juho Kusti Paasikivi (Finska partiet) 1918